# Dravski Dvor, Velikovec
Dravski Dvor (nemško Drauhofen) je naselje v Občini Velikovec v Okraju Velikovec na Koroškem v Avstriji.